# Les Trois Jeunes Détectives
Ne doit pas être confondu avec Le Trio de la Tamise.
Les Trois Jeunes Détectives est une série américaine de quarante-trois romans policiers pour la jeunesse éditée aux États-Unis de 1964 à 1987 sous le titre Alfred Hitchcock and the Three Investigators puis The Three Investigators.
En France, la série a paru pour la première fois en 1966 dans la collection Bibliothèque verte des éditions Hachette. Trente-sept titres ont été traduits à ce jour. Quelques titres ont également été publiés dans la collection Le Livre de poche dans les années 1980.
La série est toujours éditée de nos jours dans cette même collection et toujours sous le nom d'auteur Alfred Hitchcock.

## L'auteur
Aux États-Unis, la série est d'abord intitulée Alfred Hitchcock and the Three Investigators (littéralement : Alfred Hitchcock et les trois enquêteurs), puis le titre devient simplement The Three Investigators dès le volume 28 (L'Aveugle qui en mettait plein la vue), après la mort de Hitchcock.
En France, la mention Alfred Hitchcock and the Three Investigators n'a pas été traduite et n'apparaît sur aucun volume. Sur les éditions françaises, le nom de l'auteur était et demeure, sur les rééditions récentes, Alfred Hitchcock, le célèbre cinéaste britannique. En réalité, le créateur de la série et auteur principal (il y a eu plusieurs auteurs) est Robert Arthur, Jr.. Alfred Hitchcock n'a pris aucune part à l'écriture des romans, pas même aux préfaces qui sont supposées être « signées » de sa main (les préfaces ont été rédigées par les divers auteurs). Hitchcock « présente » seulement la série, comme il prêtait son nom à des recueils de nouvelles policières ou d'angoisse. Cette idée de Robert Arthur d'utiliser ce fameux patronyme avait pour but de mieux attirer l'attention du public. La maison d'édition Random House payait pour utiliser légalement le nom du cinéaste. À la mort de ce dernier en 1980, les Hitchcock demandant davantage d'argent aux éditions Random House, Alfred Hitchcock fut remplacé par un personnage fictif : Hector Sebastian. Les dernières éditions américaines ont changé les volumes de sorte que Hitchcock n'apparaisse plus et soit remplacé par Hector Sebastian.
Les divers auteurs de la série sont les suivants :
- Robert Arthur, Jr.
- William Arden
- Nick West
- Mary Virginia Carey
- Marc Brandel
- Megan Stine
- H. William Stine

## Résumé
Hannibal Jones (Jupiter Jones en version originale), Peter Crentch (Peter Crenshaw) et Bob Andy (Robert « Bob » Andrews) sont un trio de jeunes adolescents vivant dans la ville fictive de Rocky en Californie. Ils travaillent comme détectives privés durant leur temps libre. Se faisant connaître comme Les trois jeunes détectives, ils enquêtent sur des affaires allant du surnaturel aux sombres intrigues criminelles.

## Personnages

### Les trois jeunes détectives

#### Symbole et quartier général
Le symbole utilisé par ces détectives est le point d'interrogation placé sur les cartes de visite (trois points d'interrogation consécutifs). Cette particularité suscite très souvent la curiosité des gens auxquels sont montrées les cartes : on leur demande la signification des trois points d'interrogation - est-ce dû à leur propre doute en leurs capacités ? Le trio répond invariablement que cela représente le mystère et les énigmes qu'ils ont à résoudre.
La devise des trois jeunes détectives est : « Détections en tout genre » (ou selon le volume, « Enquêtes en tout genre »).
Ils tiennent fréquemment conseil au sein de leur quartier général, sorte de « planque » secrète. Ce quartier général est une roulotte dissimulée par les objets qui encombrent le fond du magasin de brocante de l'oncle d'Hannibal. Pour y accéder, Bob emprunte successivement l'entrée secrète appelée Porte verte numéro 1 (une porte dissimulée dans la palissade du fond de la propriété décorée d'une fresque représentant une mer en furie) menant à l'atelier, puis le Tunnel numéro 2, un large tuyau dont l'entrée est cachée au fond de l'atelier.

#### Les trois héros
- Hannibal Jones (Jupiter Jones) : détective en chef. Chef de la bande, il est très intelligent et ne s'en cache pas. Il a un problème de surpoids qui attire parfois les moqueries, ce qu'il déteste. Orphelin, il vit avec sa tante Mathilda et son oncle Titus qui s'occupent d'une brocante nommée Le Paradis de la Brocante (The Jones Salvage Yard en version originale). Certains, comme Skinny Norris, le surnomment « Gros plein de soupe », surnom qu'il déteste.
- Peter Crentch (Peter Crenshaw) : détective adjoint. Le sportif de la bande est physiquement musclé, ce qui est toujours utile. Malgré cela, il a tendance à être peureux. Il sait tout de même faire montre de courage en cas d'urgence. Son père travaille au cinéma pour les effets spéciaux. Son expression favorite en cas de grande pression est « Mazette ! ».
- Bob Andy (Bob Andrews) : il s'occupe des archives et des recherches (en anglais : « Records and Research »). Fluet, portant lunettes et souvent plongé dans les livres, il est un peu l'archétype du nerd (« intello »). Son père est journaliste et sa mère est décrite comme jeune et jolie.

### Personnages secondaires
- Alfred Hitchcock : le célèbre cinéaste fut le premier client des détectives, puis devint une sorte de mentor pour eux pendant les trente premiers volumes, « préfaçant » chacune de leurs aventures (en réalité, la préface est de l'auteur) et retrouvant les héros à la fin pour discuter de l'affaire et de son dénouement. La maison d'édition Random House payait pour utiliser légalement son nom. À sa « vraie » mort en 1980, les Hitchcock demandant encore plus d'argent, il fut remplacé par un personnage fictif, Hector Sebastian. Les dernières éditions américaines ont changé les volumes de sorte que Hitchcock n'apparaisse plus et soit remplacé par Hector Sebastian.
- Hector Sebastian : un ancien détective devenu écrivain, auteur de romans best-sellers. Il prit la place de Hitchcock dans la série dès le volume L'Aveugle qui en mettait plein la vue.
- Titus Jones : oncle de Hannibal et propriétaire du Paradis de la Brocante, c'est un petit homme moustachu jovial qui préfère acheter pour son affaire des objets qui le passionnent personnellement plutôt que des choses pratiques.
- Mathilda Jones : tante d'Hannibal et femme de Titus, c'est une femme forte et sévère qui, malgré son apparence dure, a très bon fond (dans certains volumes de la version française, elle s'appelle Mathilde).
- Warrington (Worthington) : chauffeur britannique de la Rolls Royce dont Hannibal a gagné l'usage pendant trente jours à un concours (jusqu'à ce que son usage soit finalement étendu). Homme droit et distingué, il va parfois personnellement aider les détectives.
- Samuel Reynolds : commissaire de police de Rocky. Ayant d'abord une certaine antipathie pour les héros, il finit par reconnaître leur talent et leur fournit même une carte signée qui les désigne comme auxiliaires de la police. Reynolds intervient souvent pour arrêter les criminels que les trois jeunes détectives débusquent.
- Hans et Konrad : deux Bavarois physiquement très forts qui travaillent au Paradis de la Brocante pour les Jones. Ils sont aussi sympathiques que musclés et sont toujours prêts à aider les héros.
- Skinny Norris : jeune voyou d'une famille aisée, il met toujours des bâtons dans les roues des trois jeunes détectives qu'il prend plaisir à railler. Il va parfois jusqu'à collaborer avec des criminels, plus par idiotie que délinquance. Il est grand, maigre (ce qui lui vaut son surnom de « Skinny » (« maigre » en anglais) et a un long nez.
- Huganay : criminel français distingué, Huganay se spécialise dans le vol d'objets d'arts.

## Liste des titres parus en France
Note : la première date est celle de la première édition française, la deuxième celle de la première édition américaine.
écrit par Robert Arthur
1. 1966 : Au rendez-vous des revenants (The Secret of Terror Castle, 1964). Traduit par Vladimir Volkoff, illustrations de Jacques Poirier.
2. 1967 : Le Perroquet qui bégayait (The Mystery of the Stuttering Parrot, 1964). Traduit par Tatiana Bellini, illustrations de Jacques Poirier, puis de Madeleine Prévost (édition Hachette 1977[3]. ).
3. 1967 : La Momie qui chuchotait (The Mystery of the Whispering Mummy, 1965). Traduit par Vladimir Volkoff, illustrations de Jacques Poirier.
4. 1968 : Le Chinois qui verdissait (The Mystery of the Green Ghost, 1965). Traduit par Tatiana Bellini, illustrations de Jacques Poirier.
5. 1969 : L'arc-en-ciel a pris la fuite (The Mystery of the Vanishing Treasure, 1965). Traduit par Tatiana Bellini, illustrations de Jacques Poirier.
6. 1970 : Le Spectre des chevaux de bois (The Secret of Skeleton Island, 1966). Traduit par d'Olivier Séchan ; illustrations de Jacques Poirier.
7. 1971 : Treize bustes pour Auguste (The Mystery of the Fiery Eye, 1967). Traduit par Claude Voilier ; illustrations de Jacques Poirier.
8. 1972 : Une araignée appelée à régner (The Mystery of the Silver Spider, 1967). Traduit par Claude Voilier ; illustrations de Jacques Poirier.
9. 1972 : Les Douze Pendules de Théodule (The Mystery of the Screaming Clock, 1968. Traduit par Jean Muray ; illustrations de Jacques Poirier.

écrit par William Arden
1. 1973 :  Le Trombone du diable (The Mystery of the Moaning Cave, 1968). Écrit avec la collaboration de William Arden. Traduit par Claude Voilier ; illustrations de Jacques Poirier.

écrit par Robert Arthur et Nick West
1. 1973 : Le Dragon qui éternuait (The Mystery of the Coughing Dragon, 1970). Traduit par Claude Voilier ; illustrations de Jacques Poirier.

écrit par Robert Arthur et William Arden
1. 1974 : Le Chat qui clignait de l'œil (The Secret of the Crooked Cat, 1970). Traduit par Claude Voilier ; illustrations de Jacques Poirier.

écrit par Robert Arthur et M. V. Carey
1. 1975 : L'Insaisissable Homme des neiges (The Mystery of Monster Mountain, 1973). Écrit en collaboration avec M. V. Carey ; d'après les personnages de Robert Arthur. Traduit par Claude Voilier ; illustrations de Jacques Poirier.
2. 1975 : L'Aigle qui n'avait plus qu'une tête (The Mystery of the Flaming Footprints, 1971). Écrit en collaboration avec M. V. Carey et R. Arthur. Traduit par Claude Voilier ; illustrations de Jacques Poirier.

écrit par Robert Arthur et William Arden
1. 1976 : Le Journal qui s'effeuillait (The Secret of Phantom Lake, 1973). Traduit par Claude Voilier ; illustrations de Jacques Poirier.
2. 1977 : Le Serpent qui fredonnait (The Mystery of the Singing Serpent, 1972). Traduit par Claude Voilier ; illustrations de Jacques Poirier.
3. 1978 : Le Démon qui dansait la gigue (The Mystery of the Dancing Devil, 1976). Écrit en collaboration avec William Arden et Robert Arthur. Traduit par Claude Voilier, illustrations de Jacques Poirier.

écrit par Robert Arthur et M. V. Carey
1. 1978 : La Mine qui ne payait pas de mine (The Mystery of the Death Trap Mine, 1976). Traduit par Claude Voilier ; illustrations de Jacques Poirier.

écrit par Robert Arthur et William Arden
1. 1979 : Le Testament énigmatique (The Mystery of the Dead Man's Riddle, 1974). Traduit par Jean Dupont ; illustrations de Françoise Pichard. écrit par Robert Arthur et William Arden.
2. 1980 : Le Tableau se met à table (The Mystery of the Shrinking House, 1972). Traduit par Claude Voilier ; illustrations de Françoise Pichard.

écrit par Robert Arthur et Nick West
1. 1980 : Le Lion qui claquait des dents (The Mystery of the Nervous Lion, 1971). Traduit par Claude Voilier ; illustrations de Françoise Pichard.

écrit par Robert Arthur et M. V. Carey
1. 1981 : L'Épouvantable Épouvantail (The Mystery of the Sinister Scarecrow, 1979). Traduit par Claude Voilier ; illustrations de Françoise Pichard.
2. 1981 : Le Miroir qui glaçait (The Secret of the Haunted Mirror, 1974). Traduit par Claude Voilier ; illustrations de Françoise Pichard.

écrit par Robert Arthur et William Arden
1. 1982 : Le Requin qui resquillait (The Secret of Shark Reef, 1979). Traduit par Claude Voilier ; illustré par Michel Rouge.
2. 1983 : L'Ombre qui éclairait tout (The Mystery of the Laughing Shadow, 1969). Traduit par Claude Voilier ; illustré par Paul et Gaétan Brizzi  (ISBN 2-01-008827-1)

écrit par Robert Arthur
1. 1985 : Le Crâne qui crânait (The Mystery of the Talking Skull, 1969). Traduit par Claude Voilier; illustré par Yves Beaujard.  (ISBN 2-01-009712-2)

écrit par William Arden
1. 1985 : L'Épée qui se tirait (The Mystery of the Headless Horse, 1977). Écrit par William Arden. Traduit par Claude Voilier ; illustré par Yves Beaujard  (ISBN 2-01-010471-4).
2. 1986 : Le Flibustier piraté (The Mystery of the Purple Pirate, 1982). Écrit par William Arden. Traduit par L. M. Antheyres, illustré par Yves Beaujard  (ISBN 2-01-011732-8).
3. 1987 : La Saisie des sosies (The Mystery of the Deadly Double, 1978). Écrit par William Arden. Traduit par L. M. Antheyres ; illustré par Yves Beaujard  (ISBN 2-01-012656-4)
4. 1988 : Le Drakkar hagard (The Mystery of Wrecker's Rock, 1985). Écrit par William Arden. Traduit par L. M. Antheyres, illustré par Yves Beaujard  (ISBN 2-01-013353-6)
5. 1991 : Les Caisses à la casse ( Hot Wheels, 1989). no 290. Écrit par William Arden. Traduit par L. M. Antheyres. Illustré par Yves Beaujard  (ISBN 2-01-015179-8)

écrit par M.V. Carey
1. 1986 : L'Aveugle qui en mettait plein la vue (The Mystery of the Scar-Faced Beggar, 1981). Écrit par M. V. Carey. Traduit par Claude Voilier ; illustré par Yves Beaujard  (ISBN 2-01-011577-5)
2. 1987 : L'Éditeur qui méditait (The Mystery of the Magic Circle, 1978). Écrit par M. V. Carey. Traduit par L. M. Antheyres, illustré par Yves Beaujard  (ISBN 2-01-012430-8)

écrit par Marc Brandel
1. 1986 : La Baleine emballée (The Mystery of the Kidnapped Whale, 1983). Écrit par Marc Brandel. Traduit par L. M. Antheyres, illustré par Yves Beaujard.  (ISBN 2-01-011878-2)

écrit par Megan et H. William Stine
1. 1991 : Envolée, la volaille ! (Murder To Go, 1989). Écrit par Megan Stine et H. William Stine Traduit par Josette Gontier, illustré par Yves Beaujard  (ISBN 2-01-015713-3)

écrit en collaboration avec Megan Stine et H. William Stine
1. 1992 : Silence, on tue ! (Thriller Diller, 1989). no 299. Écrit en collaboration avec Megan Stine et H. William Stine ; traduit par Barbara Nasaroff, illustré par Yves Beaujard  (ISBN 2-01-019690-2)
2. 1993 : L'Ânesse qui se pavanait (An Ear for Danger, 1989). Écrit en collaboration avec Megan Stine et H. William Stine ; traduit par Anouk Neuhoff, illustré par ?  (ISBN 2-01-020829-3)

Les titres suivants n'ont pas été publiés en France:
- The mystery of the Invisible Dog, 1975, M.V. Carey (Le mystère du chien invisible)
- The mystery of the Blazing Cliffs, 1981, M.V. Carey (Le mystère des falaises flamboyantes)
- The mystery of the Wandering Cave Man, 1982, M. V. Carey (Le mystère de l'homme des cavernes errant)
- The mystery of the Missing Mermaid, 1983, M. V. Carey (Le mystère de la sirène disparue)
- The mystery of the Two-Toed Pigeon, 1984, Marc Brandel (Le mystère du pigeon à deux doigts)
- The mystery of the Smashing Glass, 1984, William Arden (Le mystère du verre brisé)
- The mystery of the Trail of Terror, 1984, M. V. Carey (Le mystère de la route de la terreur)
- The mystery of the Rogues' Reunion, 1985, Marc Brandel (Le mystère de la réunion des voyous)
- The mystery of the Creep-Show Crooks, 1985, M. V. Carey (Le mystère des escrocs du spectacle clandestin)
- The mystery of the Cranky Collector, 1987, M. V. Carey (Le mystère du collectionneur grincheux)
- Rough stuff, 1989, G.H. Stone
- Funny business, 1989, William McCay
- Reel trouble, 1989, G.H. Stone
- Shoot the works, 1990, William McCay
- Foul play, 1990, Peter Lerangis
- Long shot, 1990, Megan Stine et H. William Stine
- Fatal error, 1990, G.H. Stone

## Commentaires
- Dans la version originale, la plupart des titres commençaient par les mots « The Mystery of... » (Le Mystère de...) ou « The Secret of... » (Le Secret de...). La plupart des titres en version française tentent, eux, de faire des jeux de mots.
- Depuis 1989 aux États-Unis, les derniers volumes parus (onze titres) montrent les protagonistes plus âgés (dix-sept ans au lieu de quatorze ans dans les premiers romans), ayant plus de préoccupations d'adolescents et dont les aventures comportent plus d'action. Rebaptisée The Three Investigators — Crimebusters Series, la série a pris fin en 1990.
- Deux films produits ont également été tournés en 2007 et 2009

### Le phénomène « Die Drei??? » en Allemagne
La série est particulièrement populaire en Allemagne (titre allemand : Die drei ??? ou Die Drei Fragezeichen, littéralement : « Les Trois ??? »). Dans cette traduction, les personnages Jupiter Jones et Pete Crenshaw sont respectivement renommés « Justus Jonas » et « Peter Shaw ». Le chauffeur quant à lui est appelé « Morton ».
En parallèle des traductions des épisodes écrits par les auteurs américains, les auteurs allemands ont produit de nombreuses histoires, à un rythme soutenu de six épisodes par an, atteignant le chiffre de 179 livres en 2014. Depuis 1990, les traductions se sont d'ailleurs faites de l'allemand vers l'anglais pour les huit derniers épisodes.

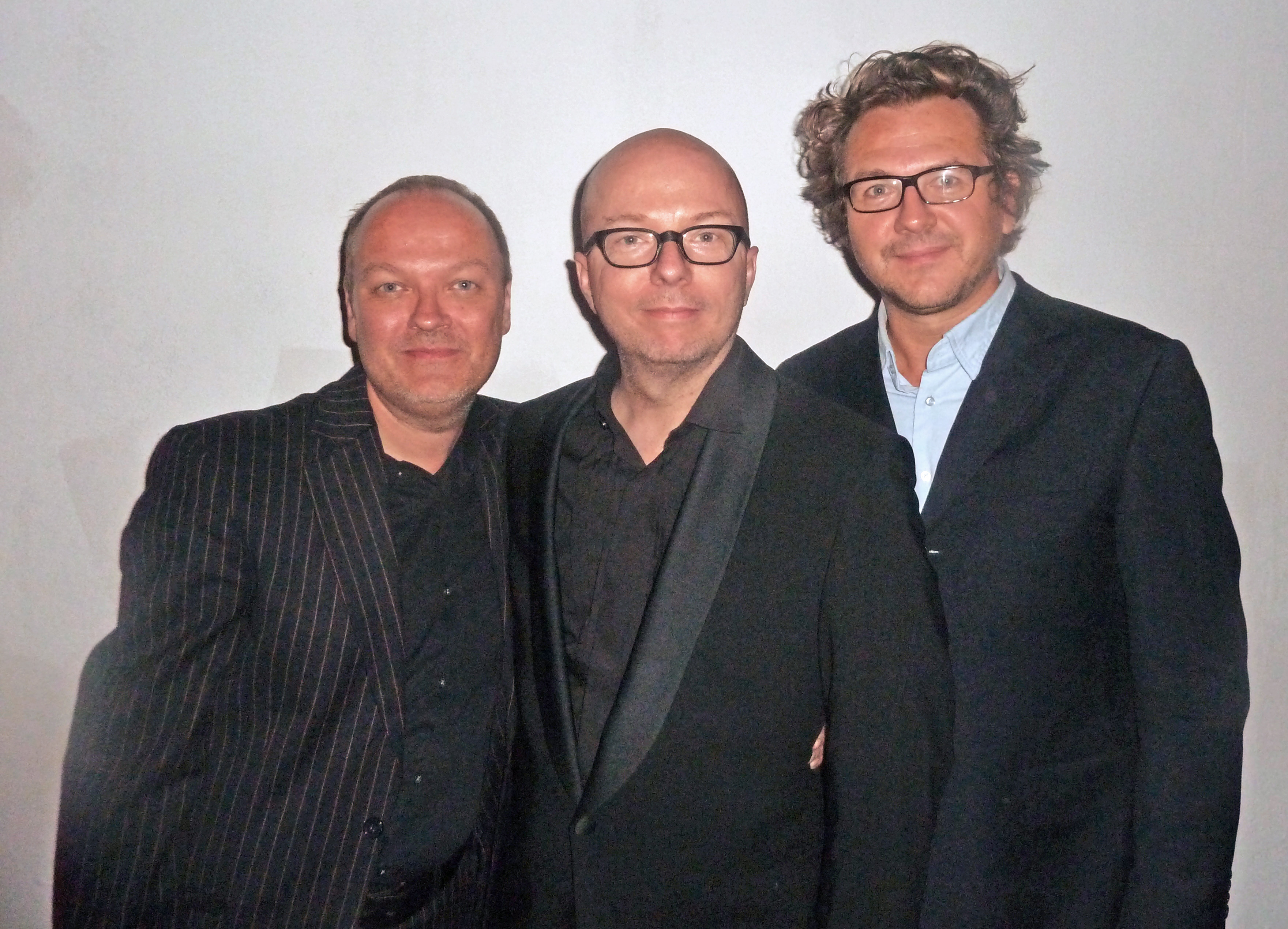
Les trois voix des Drei ???, de gauche à droite : Jens Wawrczeck, Oliver Rohrbeck et Andreas Fröhlich

Une version audio des épisodes (Hörspiele) est également produite et crée un véritable engouement depuis 1979. De nombreux enregistrements ont ainsi été primés disques d'Or ou Platinum par l'Association Fédérale Allemande de l'Industrie Musicale. En tout, jusqu'en 2013, plus de 45 millions de copies des épisodes audios ont été vendus et les livres se sont écoulés à plus de 16 millions d'exemplaires, rien qu'en Allemagne. Une étude conduite par l'éditeur européen de la série conclut que les fans auraient aujourd'hui en moyenne entre 20 et 40 ans.
Bien qu'âgés de 14 à 16 ans à leurs débuts, les trois acteurs principaux, Oliver Rohrbeck (de), Jens Wawrczeck (de) et Andreas Fröhlich (de) prêtent leurs voix depuis 1979 et sont devenus des vedettes en Allemagne. Ainsi, en plus des épisodes enregistrés, ils produisent des spectacles au cours desquels ils réalisent des histoires en direct devant le public. Le phénomène continue de croître si l'on en croit le record d'affluence enregistré en 2010 à la Waldbühne (Berlin) devant 15 200 personnes, et que ce record a été battu au cours du spectacle Phonophobia - Symphonie de la peur en 2014, avec une affluence de 20 000 personnes.

## Filmographie
- Die drei ??? – Das Geheimnis der Geisterinsel (de), 2007, film allemand de Florian Baxmeyer.
- Die drei ??? – Das verfluchte Schloss (de), 2009, film allemand de Florian Baxmeyer.